# San Bartolomé (kommun)
San Bartolomé är en kommun i Spanien. Den ligger i den autonoma regionen Kanarieöarna i sydvästra delen av landet, 1 600 km sydväst om huvudstaden Madrid. Antalet invånare är 19 443 (2024). Arean är 40,76 kvadratkilometer. San Bartolomé ligger på ön Lanzarote. San Bartolomé gränsar till Tinajo, Tías, Teguise och Arrecife. 

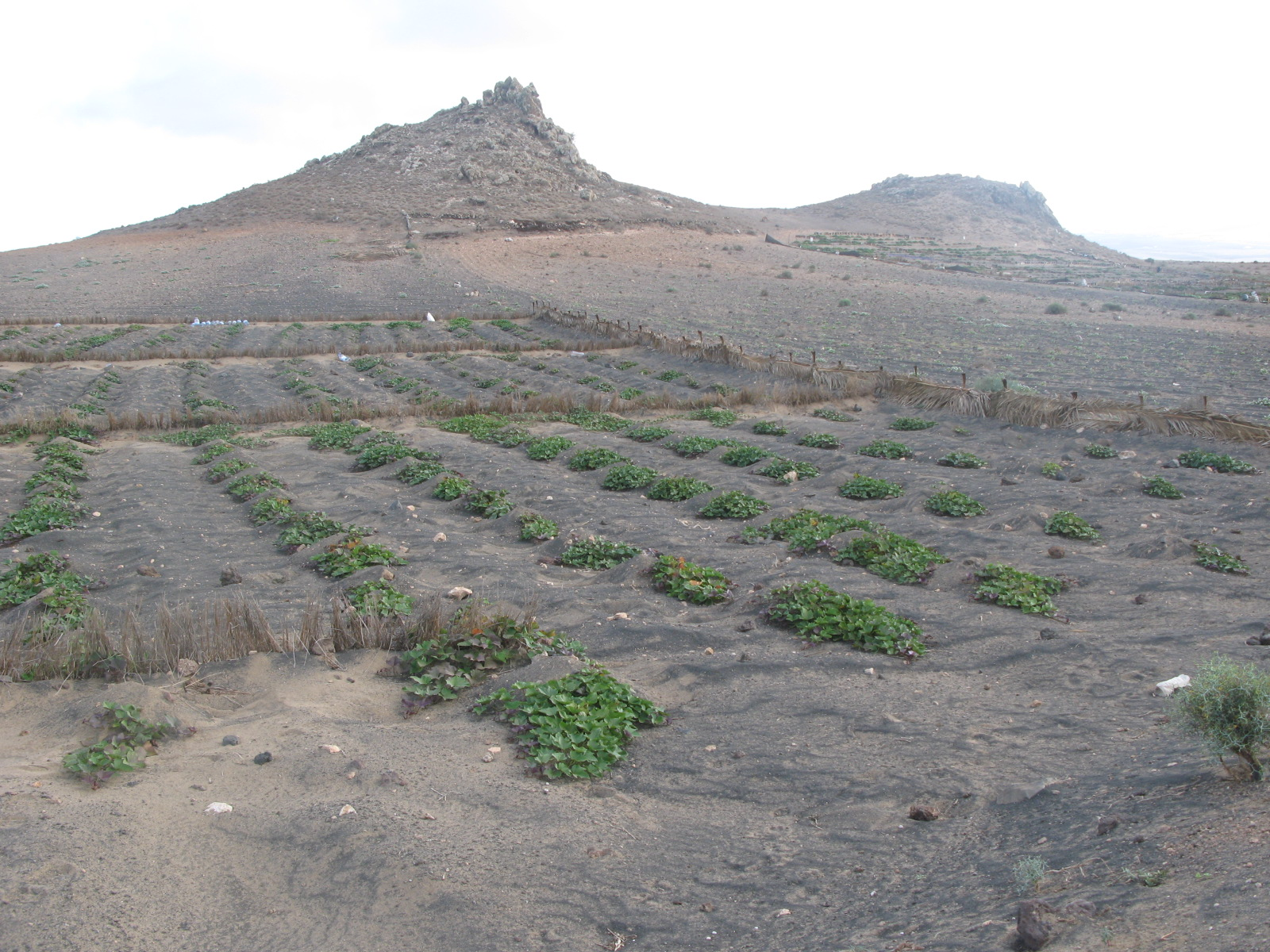
Terrängen i San Bartolomé, augusti 2011.